# Dornenweg einer Fürstin
Dornenweg einer Fürstin ist ein von exilrussischen Fachkräften in Berlin hergestelltes deutsches Stummfilmdrama aus dem Jahre 1928 mit Wladimir Gaidarow, Suzanne Delmas und Mary Kid in den Hauptrollen. 

## Handlung
In Russland kommt es 1917 zur Revolution. Das Bürgertum und der Adel zittern, bolschewistische Marodeure ziehen durch das Land. Wer von der bisher herrschenden Klasse nicht niedergemetzelt wurde, versucht ins westliche Ausland zu fliehen. Dass es so weit kommen konnte, liegt vor allem in dem Wunderheiler-Mönch Rasputin begründet, wie der Film in mehreren Szenen zu insinuieren versucht. Zu den Exilrussen, die in Westeuropa ihr Glück und einen Neuanfang suchen zählen auch der junge Student Alexander Kolossow, der einst als Leutnant diente und in St. Petersburg als Spion verhaftet und zum Tode verurteilt wurde, und die verstoßene Fürstin Ludmilla Woronzowa, die beide aus grundverschiedenen Klassen stammen. 
Die beiden jungen Leute sind die eigentlichen Protagonisten dieser Geschichte. Der Ex-Soldat in Diensten des Zaren und die hübsche Prinzessin kennen sich noch aus besseren Tagen in St. Petersburg und haben sich damals schätzen gelernt. Heute, unter komplett anderen Umständen, treffen sie sich in Berlin wieder, verarmt aber immerhin dem Tode entkommen. Prinzessin Ludmilla erwägt, um sich versorgt zu wissen, die Heirat mit einem einfachen Chauffeur namens Radlow. Alexander hat ein bescheidenes Auskommen als Angestellter in einer Zuckerbäckerei und versucht nun das zu erreichen, was ihm einst aus Gründen des Standesdünkel verwehrt wurde: Die Hand und das Herz der Prinzessin zu gewinnen. Und tatsächlich: das freiere Leben in Deutschland macht aus den beiden Menschen von so unterschiedlicher Herkunft ein Ehepaar.

## Produktionsnotizen
Dornenweg einer Fürstin entstand in den Jofa-Studios, passierte am 9. November 1928 die Filmzensur und wurde drei Tage darauf in Berlins Alhambra-Kino am Kurfürstendamm uraufgeführt. Die Länge des mit Jugendverbot belegten Siebenakters betrug 2568 Meter. In Österreich lief der Streifen 1930 unter dem Titel Zerstörte Heimat an.
Carl L. Kirmse schuf die Filmbauten. Drehbuchautor Boris Nevolin übernahm auch die künstlerische Oberleitung.

## Kritik
Das Tagblatt befand: „Die Bilder der Revolution zeigen, daß niemand den „Bürgerkrieg“ sich wünschen kann. So ist dieser Film nicht nur interessant, sondern auch lehrreich.“